# Hancewicze (rejon lidzki)
Hancewicze (biał. Ганцавічы, Hancawiczy; ros. Ганцевичи, Ganciewiczi) – wieś na Białorusi, w obwodzie grodzieńskim, w rejonie lidzkim, w sielsowiecie Honczary, nad Niemnem.

## Historia
W dwudziestoleciu międzywojennym leżały w Polsce, w województwie nowogródzkim, w powiecie lidzkim, do 11 kwietnia 1929 w gminie Honczary, następnie w gminie Bielica. W 1921 wieś i folwark liczyły łącznie 184 mieszkańców, zamieszkałych w 33 budynkach, wyłącznie Polaków. 165 mieszkańców było wyznania prawosławnego, 16 rzymskokatolickiego i 3 mojżeszowego.
Po II wojnie światowej w granicach Związku Sowieckiego. Od 1991 w niepodległej Białorusi.